# Cairo (Illinois)

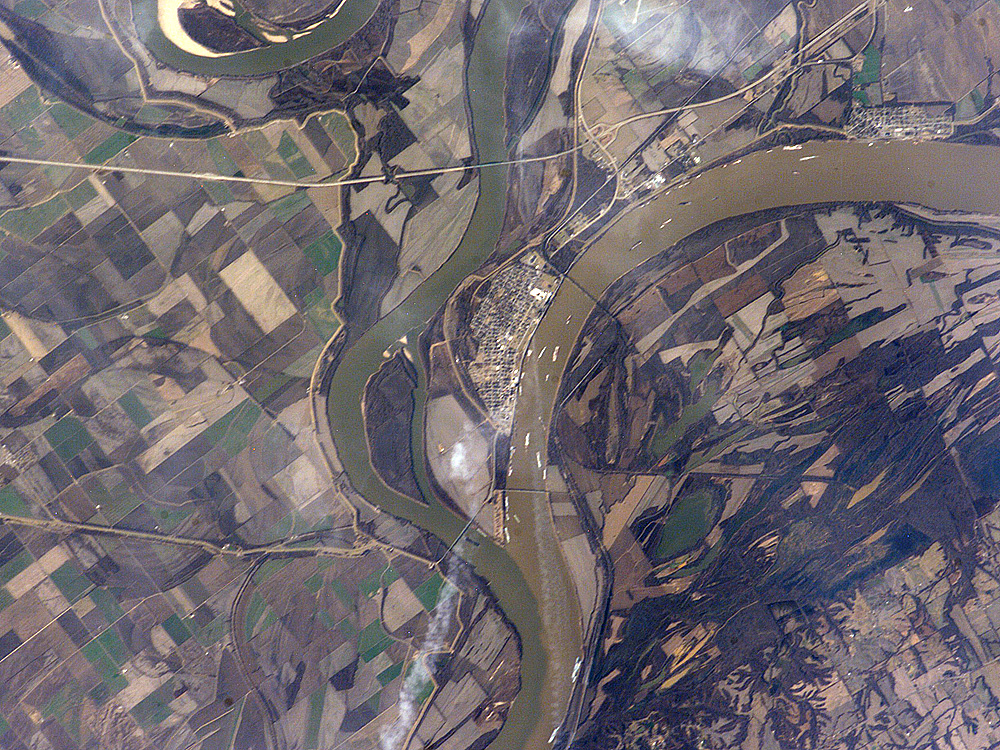
Cairo tussen de Mississippi en de Ohio

Cairo is een plaats (city) in het uiterste zuiden van de Amerikaanse staat Illinois. De stad is de hoofdplaats van Alexander County. Een groot deel van Cairo is opgenomen in het National Register of Historic Places.

## Demografie
Bij de volkstelling in 2000 werd het aantal inwoners vastgesteld op 3632.
In 2006 is het aantal inwoners door het United States Census Bureau geschat op 3220, een daling van 412 (-11,3%).

## Geografie
Volgens het United States Census Bureau beslaat de plaats een oppervlakte van
23,7 km², waarvan 18,3 km² land en 5,4 km² water. Cairo ligt op ongeveer 94 m boven zeeniveau.
Bij Cairo is de samenvloeiing van de Mississippi met de Ohio. Als een van de weinig plaatsen in Illinois wordt Cairo door dijken beschermd.

## Plaatsen in de nabije omgeving
De onderstaande figuur toont nabijgelegen plaatsen in een straal van 16 km rond Cairo.

## Geboren
- Charles Hayes (17 februari 1918), lid van het Huis van Afgevaardigden